# Leporinus fasciatus
El mije, guaracú pinima o leporino de bandas negras (Leporinus fasciatus) es una especie de pez de la familia Anostomidae nativo de las cuenca de los ríos Orinoco, Amazonas y del río de la Plata.

## Hábitat
Bentopolágico, vive en agua dulce del bosque tropical, entre los 22 y 26 °C, preferentemente en corrientes rápidas y áreas rocosas.

## Descripción

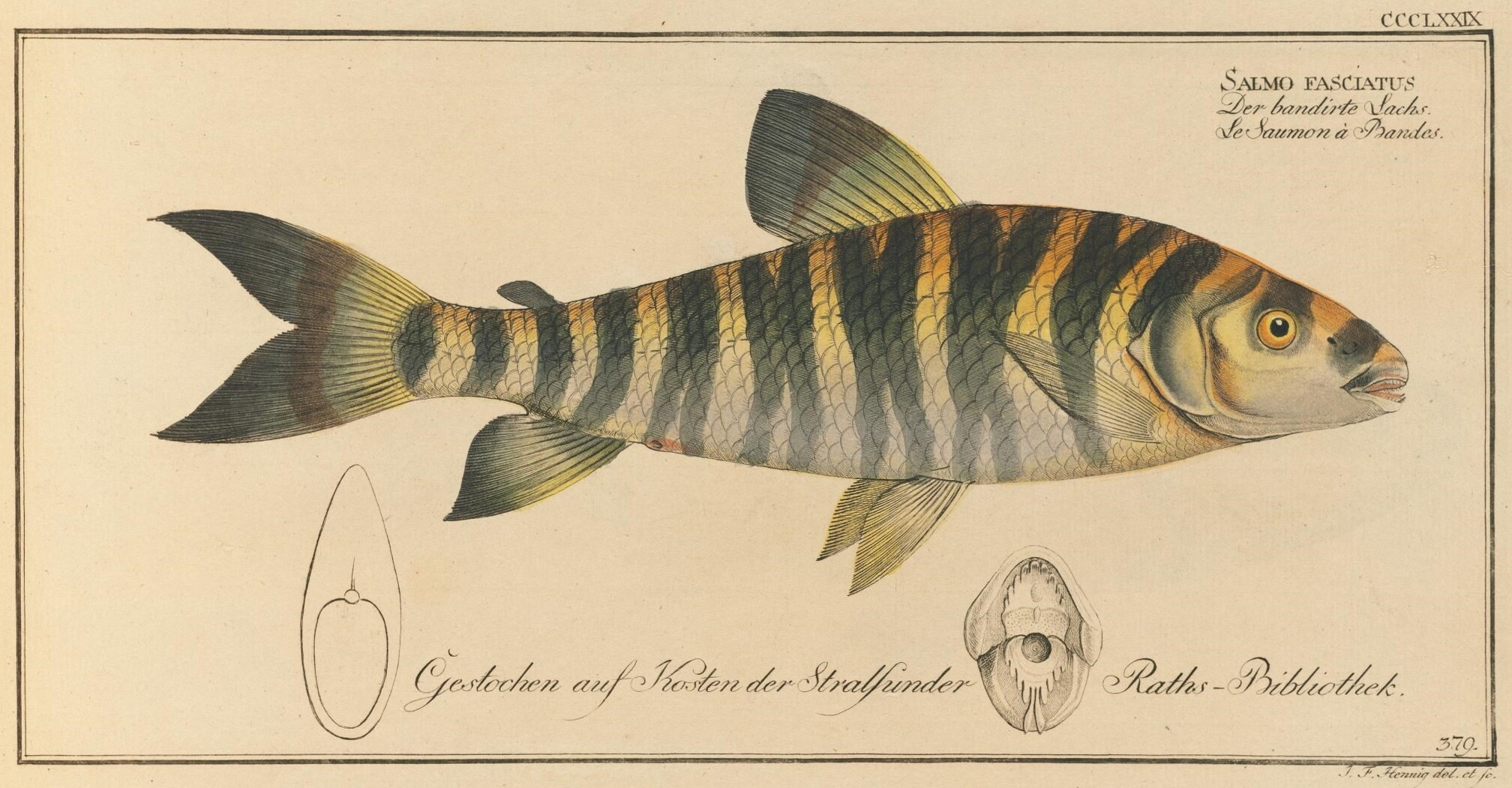
Leporinus fasciatus descripto como Salmo fasciatus en libro de Marcus Elieser Bloch.

Puede alcanzar hasta 30 cm de longitud, aunque cuando los individuos alcanzan la madurez miden alrededor de 15 cm. El cuerpo es de color amarillo brillante, amarillo limón o beige con 9 a 10 rayas negras en el cuerpo, otra sobre el ojo y una más sobre el hocico. Las aleta son translúcidas. El macho con frecuencia exhibe marcas de color anaranjado en la cabeza y la aleta caudal. Hay una cierta variación de la coloración con un cuerpo de color amarillo brillante o de color beige y aletas transparentes. Las hembras adultas son más grandes que los machos.

## Alimentación
Es omnívoro: Su dieta consta de algas, materia vegetal, así peces pequeños, lombrices, larvas insectos y crustáceos.

## Aprovechamiento
Por su coloración y comportamiento relativamente pacífico es utilizado en acuarios. Necesita que el acuario tenga una tapa sólida, para evitar que salte fuera. Esta especie ha sido reportada como introducida, posiblemente por acuaristas,  en Florida y Hawái.